# Santa Margarida do Sul
Santa Margarida do Sul är en kommun i Brasilien.   Den ligger i delstaten Rio Grande do Sul, i den södra delen av landet, 1 700 km söder om huvudstaden Brasília. Antalet invånare är 2 352.
Trakten runt Santa Margarida do Sul består i huvudsak av gräsmarker. Runt Santa Margarida do Sul är det ganska glesbefolkat, med 24 invånare per kvadratkilometer.